# Gianni e Pinotto al Polo Nord
Gianni e Pinotto al Polo Nord (Lost in Alaska) è un film comico del 1952 diretto da Jean Yarbrough e interpretato dalla coppia comica Abbott e Costello, meglio noti in Italia come Gianni e Pinotto.

## Trama
Joe McDermott, originario dell'Alaska, sta per suicidarsi perché abbandonato da Rosette, ma viene salvato da due pompieri, Gianni e Pinotto. Quando Joe riceve una lettera in cui Rosette lo prega di ritornare, regala l'oro che possiede ai due pompieri e parte per l'Alaska, ma i due, avendo appreso da un giornale di essere ricercati perché accusati di aver ucciso Joe, partono con lui. Giunti a destinazione nel villaggio dove Rosette lavora, si trovano in mezzo ad una sparatoria: molti abitanti del luogo vogliono uccidere Joe per vendicarsi di alcuni loro parenti che lui, in qualità di sceriffo, aveva in passato fatto ammazzare. A voler uccidere Joe sono anche alcuni suoi amici ai quali ha lasciato in eredità l'oro che possedeva. 
Raggiunta Rosette nel locale dove lavora, le mostrano la lettera: non è stata lei a mandarla, ma Stillman, proprietario del locale, firmandosi come Rosette: egli ha in mente di farla sposare con Joe per poi eliminarlo e dividere l'oro con lei. Rosette lo rivela a Gianni e Pinotto, che decidono di salvare l'amico dal pericolo. Joe, determinato a cambiare il testamento, vorrebbe rivolgersi a un avvocato, ma Gianni e Pinotto scoprono che è stato ucciso dai vecchi amici di Joe. Questi allora decide, con l'aiuto dei due pompieri e di Rosette, di spostare l'oro in modo non farlo più trovare da coloro che devono ereditarlo. 
Dopo la perdita, il congelamento, il ritrovamento e lo scongelamento di Gianni e Pinotto, arrivano gli ex amici di Joe. Nella lotta che si scatena in mezzo ai ghiacci, Stillman e i suoi stanno per avere il sopravvento, ma durante un combattimento a colpi di pesci, l'oro precipita in un crepaccio e si disperde nell'acqua. Ai contendenti non resta altro che riconciliarsi e a Rosette non resta altro che sposare Joe.